# Sya församling
Sya församling var en församling i Linköpings stift inom Svenska kyrkan. Församlingen låg i Mjölby kommun. Församlingen uppgick 1 januari 2010 i Veta församling.
Församlingskyrka var Sya kyrka.
Folkmängd i församlingen var 2006 533 invånare.

## Administrativ historik

Församling vapen

Församlingen har medeltida ursprung.
Församlingen var åtminstone till 1540 annexförsamling i pastoratet Veta och Sya, sedan till 1962 annexförsamling i pastoratet Östra Tollstad och Sya. Från 1962 till 2002 var församlingen annexförsamling i pastoratet Västra Harg, Östra Tollstad och Sya, för att från 2002 vara annexförsamling i Vifolka pastorat. Församlingen uppgick 2010 i Veta församling.
Församlingskod var 058615.

## Komministrar
| Ämbetstid | Namn                       | Levnadstid | Övrigt                                                                  |
| --------- | -------------------------- | ---------- | ----------------------------------------------------------------------- |
| 1601–1612 | Magnus Laurentii           |            | Senare komminister i Sjögestads församling.                             |
| 1632–1641 | Jonas Johannis Tremulander |            | Senare kyrkoherde i Hallingebergs församling.                           |
| 1641–1661 | Johannes Augustini         |            |                                                                         |
| 1664–1673 | Jonas Laurentii Lundius    | 1620-1678  | Senare kyrkoherde i Östra Tollstads församling.                         |
| 1673–1709 | Sveno Laurentii Lindgren   | 1643–1709  |                                                                         |
| 1710–1716 | Nicolaus Södergren         | 1683–1716  |                                                                         |
| 1718–1742 | Jonas Montelin             | 1685-1757  | Senare kyrkoherde i Östra Tollstads församling.                         |
| 1742–1759 | Elisæus Horrnér            | 1715-1797  | Senare kyrkoherde i Östra Tollstads församling.                         |
| 1759–1768 | Haqvinus Montelin          | 1723–1768  |                                                                         |
| 1769–1797 | Emanuel Regnér             | 1734–1798  | Utnämnd till kyrkoherde i Västra Hargs församling.                      |
| 1798–1817 | Sven Peter Egelin          | 1760–1826  | Senare kyrkoherde i Östra Skrukeby församling och Lillkyrka församling. |
| 1817–1853 | Pehr Lagerqvist            | 1778–1853  |                                                                         |
| 1854–1860 | Johan Nyholm               | 1806–1860  |                                                                         |
| 1860–1874 | Nils Reinhold Grentzelius  | 1806–1874  |                                                                         |
| 1875–1903 | Karl Samuel Sandberg       | 1844-1914  | Senare kyrkoherde i Östra Tollstads församling.                         |

## Klockare och organister[5]
| Verksam   | Namn                     | Levnadstid   | Övrigt                   |
| --------- | ------------------------ | ------------ | ------------------------ |
| 1689–1693 | Anders                   |              |                          |
| 1703–1735 | Olof Persson             | ca 1674–1735 | Klockare                 |
| 1740–1743 | Joakim Brunberg          |              | Klockare                 |
| 1744–1768 | Håkan Andersson          | ca 1716–1768 | Klockare                 |
| 1768–1783 | Peter Wistrand           | 1746–1783    | Organist                 |
| 1784–1803 | Erik Björklund           | 1761–1814    | Organist                 |
| –1806     | Nils Svensson Thollander | 1783–        |                          |
| 1813–1827 | Anders Vånell            | 1794–1827    |                          |
|           | Anders Brinkman          |              | Vikarie                  |
| 1829–1852 | Johan Lindstrand         | 1796–1853    | Organist                 |
| 1840–1841 | Eric Peter Nyberg        |              | Vice kantor och organist |
| 1852–1896 | Alfred Johansson         | 1831–1896    | Organist                 |
| 1896–1921 | Klas Hedrén              | 1861–1922    |                          |
| 1921–1961 | Gereon Lundborg          | 1898–1969    |                          |